# Zone métropolitaine de la vallée de Mexico

Sur cette carte, la ZMVM est la zone colorée : en blanc, les 16 délégations de la ville de Mexico, en vert, les 59 municipalités de Mexico et en jaune la municipalité de Tizayuca dans l'État d'Hidalgo. La partie de cette zone qui est grisée est urbanisée.

La zone métropolitaine de la vallée de Mexico (en espagnol, Zona Metropolitana del Valle de México), en abrégé ZMVM, est une aire urbaine mexicaine formée par les 16 délégations de la Ville de Mexico, 58 municipalités de l'État de Mexico et une de l'État d'Hidalgo.
Selon les projections et recensements de l'INEGI, cette aire urbaine est peuplée de plus de 20 millions d'habitants (20 892 724 habitants en 2015) . C'est la plus peuplée parmi celles de langue espagnole, une des 3 plus peuplées du continent américain (avec New York et São Paulo) et une des 5 à 15 plus peuplées du monde.